# 中目覚
中目 覚（なかのめ あきら、1874年5月23日 - 1959年3月27日）は、宮城県仙台市出身の地理学者、言語学者、教育行政官、エスペランティスト。

## 経歴
1874年、仙台藩一家 十七家の一つ中目氏の一族として宮城県仙台市に生まれる。9歳で宮城師範学校付属小学校に入学し、14歳で退学、宮城県尋常中学校に入学する。翌年同校を退学し、第二高等中学校に入学する。23歳で同校を卒業し、帝国大学文科大学独逸文学科に入学する。
1899年（明治32年）、東京帝国大学を首席卒業。恩賜の銀時計を授与。第四高等学校（後の金沢大学）でドイツ語教授をしていたが、1903年（明治36年）、30歳の時に創立された広島高等師範学校（後の広島大学）でドイツ語と地理学を三ヶ月ほど教えたのち、3年間オーストリア・ハンガリーへの留学を文部省から命じられる。1904年（明治37年）にウィーン到着。ウィーン大学でペンクとその後継者のブリュックネルに師事した。
第四紀の氷河地形や気候学のほか地誌学を修得するとともに、長期の調査旅行にも出かけた。1904年に東アルプスの氷河地形巡検とスイスを巡る調査旅行、翌年にはライン川に沿ってブリュッセルに至る旅行などをした。それらの日記は『アルプス山とライン河』として1920年にまとめられた。
1907年に広島高等師範学校に地理教育の課程を創設。また同年、英国王立地理学会員エドワード・ガントレットとともに、初めて秋芳洞の学術調査を行った。その後、旧制松山高等学校、京都帝国大学などで地理学を講じた。また、戦時中には華北日本語教育研究所所長を務め、大陸での日本語普及を行った。その後は、大阪外国語学校（後の大阪外国語大学）の初代学校長を務めた。存命中は、北極と南極以外のすべての大陸を踏破し地理学調査を行っており、また調査旅行先のアフリカでエチオピア皇帝ハイレ・セラシェ1世に拝謁し親交を結ぶなど、時代を代表する旅行家として知られていた。

## 研究内容・業績
地理学、言語学、小樽市手宮洞窟の古代文字の解読など様々な分野に足跡を残した。

### エスペランティストとして
1905年のブリュッセル滞在中に書店でエスペラントの書籍を見つけて独習。広島高等師範学校時代に同僚の大野直枝らと広島エスペラント倶楽部を設立。

## 家族・親族
- 女婿に哲学者で広島大学名誉教授の山本空外がいる[7]。
- 女婿にフランス語学者の目黒三郎。その次男で同じくフランス語・フランス文学者の目黒士門は孫にあたる。

## 主な著書
- 『樺太の土人』
- 『改訂新編地理通論』三省堂書店 1914
- 『改訂新編日本地理教科書』三省堂書店 1914
- 『東亜旅行談』広島高等師範学校地理歴史学会 1916
- 『バルカン旅行談』1916
- 『オロッコ文典』三省堂 1917
- 『樺太の話』三省堂 1917
- 『地理の教科書』編 三省堂 1917
- 『ニクブン文典』三省堂 1917
- 『バルカン旅行談附録』三省堂 1917
- 『土人教化論』岩波書店 1918
- 『小樽の古代文字』地理歴史学会 1919
- 『獨逸書翰』編 三島開文堂 1924
- 『ニクブン文典 独訳 亜細亜研究』大阪東洋学会 1927
- 『アジアに於ける重なる言語』松本重彦共著 天理教道友社 1927
- 『オロツコ文典 独訳 亜細亜研究 大阪東洋学会 1928
- 『外来新語辞典』博多成象堂 1932
- 『新満洲の旅』河本芳治郎 (印刷) 1932
- 『呂宋紀行』編 大阪地理学会 1934
- 『支倉六右衛門』白嶺会 1957